# Monapassage

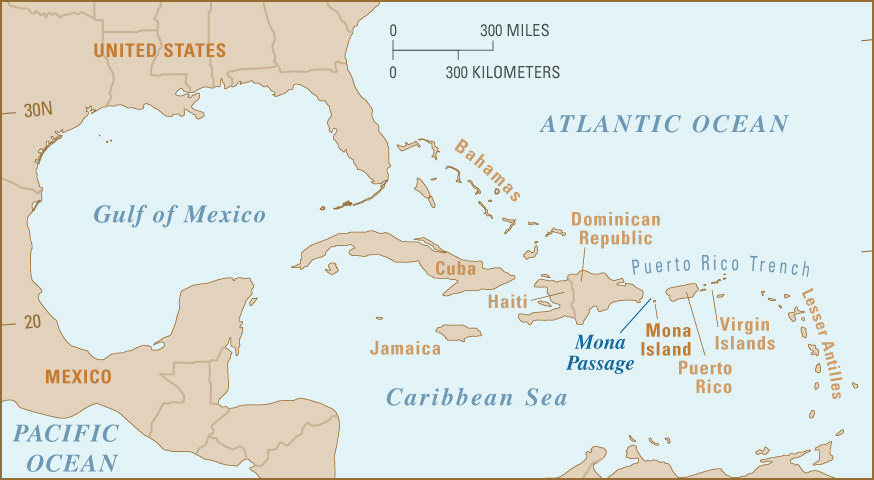
Ligging van de Monapassage in het Caribisch gebied.

De Monapassage is een zeestraat die de eilanden Hispaniola en Puerto Rico scheidt. De Monapassage verbindt de Atlantische Oceaan met de Caribische Zee en is een belangrijke scheepvaartroute tussen de Atlantische Oceaan en het Panamakanaal.
De 130 km brede zee tussen de twee eilanden is een van de moeilijkste passages in het Caribisch gebied. Ze heeft variabele getijdenstromingen, gecreëerd door de grote eilanden aan weerszijden en door de vorming van zandbanken die vele kilometers voor beide kusten liggen.